# محمدجواد عسکری
محمد جواد عسکری (زاده ۱ فروردین ۱۳۴۸ داراب) سیاستمدار ایرانی و نمایندهٔ دورهٔ یازدهم و دوازدهم مجلس شورای اسلامی است.

## خانواده
محمد جواد عسکری ۱ فروردین ۱۳۴۸ در خانواده‌ای مذهبی، در حسن‌آباد، داراب، فارس به دنیا آمد.

## گرایش سیاسی
هنگامی که عسکری برای نمایندگی مردم در یازدهمین دوره مجلس شورای اسلامی ثبت نام کرد، در تمامی لیست‌های موجود اصولگرا از حوزه انتخابیه داراب و زرین دشت به‌عنوان سرلیست معرفی شد.

## سمت‌ها و فعالیت‌ها
محمدجواد عسکری به‌عنوان نماینده مردم داراب و زرین دشت در مجلس یازدهم و دوازدهم و رئیس کمیسیون کشاورزی، آب، منابع‌طبیعی و محیط‌زیست مجلس شورای اسلامی فردی متخصص در حوزه کشاورزی است که تمرکز خود را بر رفع چالش‌های بخش کشاورزی، تأمین امنیت غذایی و حمایت از استان‌های محروم قرار داده است. وی با ترکیب تجربه اجرایی (فرمانداری، مدیریت دانشگاهی و ...) و فعالیت سیاسی (ریاست کمیسیون تخصصی) به‌ویژه در حوزه‌های مرتبط با بخش کشاورزی و نظارت میدانی و بازدیدهای استانی حضوری پررنگ دارد.

## سمت‌های اجرایی
•  مدیر امور اقتصادی و سرمایه‌گذاری دانشگاه شیراز •  مدیر روابط عمومی و امور بین‌الملل دانشگاه شیراز •  فرماندار آباده •  فرماندار ارسنجان •  معاون آموزشی دانشکده کشاورزی و منابع طبیعی داراب

## فعالیت‌های سیاسی
• عضو هیئت موسس جمعیت گفتمان انقلاب اسلامی
عضو اصلی شورای مرکزی جامعه اسلامی مهندسین

## نمایندگی مجلس شورای اسلامی
وی توانست در یازدهمین انتخابات مجلس شورای اسلامی که با پیروزی اصولگرایان همراه بود، با کسب ۵۰ هزار و ۹۷۹ رای از مجموع ۱۲۵ هزار و ۵۸ رای از حوزه انتخابیه داراب و زرین‌دشت انتخاب گردد.

## ریاست کمیسیون کشاورزی
محمدجواد عسکری در سال دوم از مجلس یازدهم به ریاست کمیسیون کشاورزی، آب، منابع طبیعی و محیط زیست مجلس شورای اسلامی که یکی از کمیسیون‌های تخصصی مجلس شورای اسلامی است و بر اساس ماده ۵۸ آیین‌نامه داخلی مجلس شورای اسلامی به منظور انجام وظایف محوله در محدوده کشاورزی، منابع آب، دام و طیور، شیلات، محیط زیست و هواشناسی مطابق ضوابط این آیین‌نامه تشکیل می‌شود انتخاب گردید.